# فيصل الخوري
فيصل الخوري (مواليد 6 فبراير 1996) لاعب كرة قدم إماراتي يجيد اللعب في الهجوم.
كانت بداياته مع نادي الجزيرة و لعب بعدها في نادي بني ياس ونادي التعاون ونادي مسافي ونادي جلف.

## روابط خارجية
- فيصل الخوري على موقع Soccerway.com (الإنجليزية)